# Robert Johan Kajerdt
Robert Johan Kajerdt, född 31 juli 1793 i Västra Hargs församling, Östergötlands län, död 20 februari 1861 i Vånga församling, Östergötlands län, var en svensk präst.

## Biografi
Robert Johan Kajerdt föddes 1793 i Västra Hargs församling. Han var son till komministern Olof Robert Kajerdt. Kajerdt blev vårterminen 1814 student vid Lunds universitet och prästvigdes 28 april 1816. Han blev 31 mars 1824 komminister i Törnevalla församling, tillträdde samma år och 9 maj 1829 komminister i Eds kapellförsamling, tillträdde 1830. Den30 juni 1841 blev han komminister i Viby församling, tillträdde 1842. Han avlade pastoralexamen 20 april 1844 och blev 19 april 1847 kyrkoherde i Malexanders församling, tillträde samma år. Kajerdt blev slutligen kyrkoherde i Vånga församling den 3 september 1849, tillträdde 1850. Han avled 1861 i Vånga församling.

### Familj
Kajerdt gifte sig 12 maj 1830 med Albertina Lovisa von Knorring (1793–1878). Hon var dotter till fänriken Alexander Robert Adolph von Knorring och Regina Elisabeth Klöfverfelt. De fick tillsammans barnen rektorn Robert Kajerdt (1831–1903) i Västervik, skolläraren Carl Olof Kajerdt (1832–1906) i Ljungby, lantbruksinspektorn Gustaf Kajerdt (1834–1857), Robert William Kajerdt (1836–1837) och arkitekten Isak William Kajerdt (1840–1918) i Köpenhamn.